# Juan de Quevedo Villegas
Fray Juan de Quevedo Villegas OFM (Vejorís, c. 1450-Molins de Rey, 24 de diciembre de 1519) fue un sacerdote franciscano español y el primer obispo de Santa María de La Antigua del Darién en Panamá (1513-1519), primera diócesis fundada en Tierra Firme.

## Biografía

### Primeros años
Juan de Quevedo nació alrededor del año 1450 en Vejorís, Cantabria, España; hijo de Juan González de Quevedo y Magdalena de Villegas. Fue ordenado sacerdote en la Orden de los Frailes Menores. El 9 de septiembre de 1513, a petición del rey Fernando de Aragón, esposo de la reina Isabel de Castilla, el Papa León X lo nombró Obispo de Santa María de La Antigua del Darién: 47  El 29 de enero de 1514, fue consagrado como obispo por el arzobispo de Sevilla Diego de Deza.

### Viaje a América
Partió hacia América el 11 de abril de 1514 junto con Hernando de Luque: 47 en una flota comandada por Pedro Arias Dávila. Un conflicto entre Quevedo y Dávila pronto sobrevino cuando Quevedo protestó enérgicamente en contra los actos crueles cometidos por el gobernador y sus oficiales, no solo contra los indígenas, sino también contra sus rivales, como la decapitación de Vasco Nuñez de Balboa, el primer europeo en avistar el Mar del Sur y fundador Santa María la Antigua del Darién, primera ciudad de Tierra Firme.

### Últimos años y muerte
Se presentaron cargos contra Quevedo con Bartolomé de las Casas acusándolo de haber violado un fideicomiso, acumulado riquezas y descuidado a los indígenas, pero no se ha establecido la veracidad de las acusaciones de Las Casas. Quevedo regresó a España en 1518 y presentó dos memoriales al rey Carlos I de España relacionados con la nueva colonia en América. Quevedo estaba en contra de Dávila, y Las Casas defendía restringir los poderes de todos los gobernadores del Nuevo Mundo para una mejor protección de los indígenas. Cuando estos documentos fueron mostrados a Las Casas, a pesar de las diferencias entre los dos, se ofreció a refrendarlos. El obispo Quevedo pronto se enfermó de una epidemia y falleció en Molins de Rey, localidad cercana a Barcelona el 24 de diciembre de 1519.

## Legado
A pesar de que Quevedo sea referido como defensor de los derechos de los pueblos indígenas, sus puntos de vista todavía estaban influidos por su tiempo y su fervor misionero. Consideraba que todos los aborígenes de América eran una raza de hombres a quienes sería imposible instruir o mejorar a menos que fueran reunidos en aldeas o misiones y mantenidos bajo supervisión continua.